# Championnat d'Irlande du Nord féminin de football 2011
Navigation
Édition précédente Édition suivante
La saison 2011 du Championnat d'Irlande du Nord féminin de football Women's Premier League  est la huitième saison du championnat. Les Crusaders Newtownabbey Strikers vainqueur de l’édition précédente remet son titre en jeu.
Le Glentoran Belfast United remporte le championnat avec six points d'avance sur son dauphin les Crusaders Newtownabbey Strikers. Linfield Ladies complète le podium.

## Clubs participants
| \| Ballymena United Belfast: · Glentoran · Crusaders · Lifield · Newbridge Mid-Ulster Fermanagh Mallards Loughgall \| Localisation des clubs engagés dans le championnat. |
| Ballymena United Belfast: · Glentoran · Crusaders · Lifield · Newbridge Mid-Ulster Fermanagh Mallards Loughgall                                                           |

Ce tableau présente les huit équipes qualifiées pour disputer le championnat 2012. 
| Club                                                  | Stade                                 | Capacité | Ville          |
| ----------------------------------------------------- | ------------------------------------- | -------- | -------------- |
| Ballymena United Allstars Football Club               | The Showgrounds                       | -        | Ballymena      |
| Crusaders Newtownabbey Strikers Women’s Football Club | Seaview                               | 3 383    | Belfast        |
| Fermanagh Mallards Ladies Football Club               | Ferney Park                           | -        | Ballinamallard |
| Glentoran Belfast United                              | Billy Neill Playing Field (Terrain 2) | -        | Belfast        |
| Linfield Ladies Football Club                         | Billy Neill Playing Field (Terrain 1) | -        | Belfast        |
| Loughgall Lakers                                      | -                                     | -        | Loughgall      |
| Mid Ulster Ladies Football Club                       | Mid Ulster Sports Arena               | -        | Cookstown      |
| Newbridge Predators Women's Football Club             | Victoria Park                         | 1 000    | Belfast        |

## Classement
| Rang | Équipe                              | Pts | J  | G  | N | P  | Bp | Bc | Diff |
| ---- | ----------------------------------- | --- | -- | -- | - | -- | -- | -- | ---- |
| 1    | Glentoran Belfast United            | 40  | 14 | 13 | 1 | 0  | 68 | 4  | +64  |
| 2    | Crusaders Newtownabbey Strikers T C | 34  | 14 | 11 | 1 | 2  | 45 | 17 | +28  |
| 3    | Linfield Ladies                     | 22  | 14 | 7  | 1 | 6  | 40 | 29 | +11  |
| 4    | Newbridge Predators                 | 21  | 14 | 7  | 0 | 7  | 22 | 25 | -3   |
| 5    | Ballymena United Allstars           | 19  | 14 | 6  | 1 | 7  | 28 | 33 | -5   |
| 6    | Fermanagh Mallards                  | 17  | 14 | 5  | 2 | 7  | 26 | 39 | -13  |
| 7    | Mid-Ulster Ladies                   | 12  | 14 | 4  | 0 | 10 | 21 | 30 | -9   |
| 8    | Loughgall Lakers                    | 0   | 14 | 0  | 0 | 14 | 4  | 77 | -73  |

## Bilan de la saison
| Championnat d'Irlande du Nord féminin de football 2011        |                                     |
| Champion                                                      | Glentoran Belfast United (3e titre) |
| Coupes et trophées                                            |                                     |
| Vainqueur de la Coupe d'Irlande du Nord 2011                  | Crusaders Newtownabbey Strikers     |
| Qualifications continentales                                  |                                     |
| Ligue des champions féminine de l'UEFA 2012-2013              | Glentoran Belfast United            |
| Promotions et relégations                                     |                                     |
| Promus en Championnat d'Irlande du Nord féminin de football   | YMCA Ladies                         |
| Relégués en Championnat d'Irlande du Nord féminin de football | Loughgall Lakers                    |